# Südhang Hohe Berg
Südhang Hohe Berg este o arie protejată (arie specială de conservare — SAC, sit de importanță comunitară — SCI) din Germania întinsă pe o suprafață de 28 ha, integral pe uscat.

## Localizare
Centrul sitului Südhang Hohe Berg este situat la coordonatele 49°25′35″N 6°39′00″E / 49.4264°N 6.65°E.

## Înființare
Situl Südhang Hohe Berg a fost declarat sit de importanță comunitară în octombrie 2000 pentru a proteja 4 specii de animale. Situl a fost protejat și ca arie specială de conservare în noiembrie 2015.

## Biodiversitate
Situată în ecoregiunea continentală, aria protejată conține 2 habitate naturale: Pajiști uscate seminaturale și facies de acoperire cu tufișuri pe substraturi calcaroase (Festuco-Brometalia) (* situri importante pentru orhidee), Fânețe de joasă altitudine (Alopecurus pratensis, Sanguisorba officinalis).
La baza desemnării sitului se află mai multe specii protejate de  păsări (4): uliu păsărar (Accipiter nisus nisus), capîntortură (Jynx torquilla), sfrâncioc roșiatic (Lanius collurio), codroșul de pădure (Phoenicurus phoenicurus).
Pe lângă speciile protejate, pe teritoriul sitului au mai fost identificate 12 specii de plante, 4 specii de nevertebrate.